# Zmago Šmon Zed
Zmago Šmon, * 1971, Ljubljana.

## Diskografija - po letih in albumih
2015
Jardier: Seasons (samozaložba) - produkcija/soavtor aranžmajev/snemanje/mix
Tabu: Greva dol (singl) - mix
Koala Voice: Kangaroo's a Neighbour (samozaložba) - master
DMP: 25 (samozaložba) - dodatni mixi, master
Katarina Avbar: Nomadi (singl) - dodatni mix, master
We Could Build an Empire (Swe): "All In This Together", "In This Place", “Rise and fall”, “On the run (še neizdani EP) - mix
Bort Ross/Nina Ratkovic: Namesto sonca (singl) - mix
Kronika: Prepovedani sadovi (samozaložba) - mix/master
2014
Bilbi: Toskana (Pivec) - mix/master
Peter Dekleva in Miha Guštin - Gušti: TV nadaljevanka Nova dvajseta (RTVSLO) - mix
2013
Koncert: Erika Kralj, december, Črnomelj (snemanje/mix/gost na kitari)
2011
Tabu: Moje luči (singl) - mix (finale Ema 2011)
Kill Kenny: Josh (samozaložba/Dallas) - mix
Gušti: Naša stvar (ZKP RTVSLO) - produkcija/snemanje/mix
2010
Melodrom: Vse Kar Si Pustila Da Leži Na Tleh (Nika Records) - produkcija/snemanje/mix
2009
Dan D: Ure Letenja Za Ekstravagantne Ptice (Kif Kif) - mix
Tabu: 42 - mix (Poljubljena največkrat predvajan komad leta)
2003
Lovebugs (Švedska) - 13 songs with a view album mix
2002
Gåte (Norveška): Jygri - mix
Kent: Vapen & Ammunition - 7 švedskih Grammijev: Zmago Šmon (Kent) - producent leta
Gušti: Dolce Vita (Multimedia)
2001
Moonlake: Oscillating Headcom - record/produce/mix
Millionaire: Outside the Simian Flock - produkcija/snemanje/mix (na podlagi tega albuma so jih Muse vzeli za predskupino)
Jupiter Day: Jupiter Day - produkcija/snemanje/mix (nominacija za Danish Music Awards)
2000
Kent: Hagnesta Hill (English version)
Autopulver: Vapor Trails - koproducent/dodatna snemanja/mix
1999
Big Foot Mama: Tretja dimenzija (Kif Kif/Nika) – produkcija/snemanje/mix
Kent: Hagnesta Hill - produkcija/snemanje/mix (švedski grammy za pop/rock skupino leta)
Andreas Johnson - Liebling mix (MTV awards nominacija)
1998
Kent: Isola (English version) - produkcija/snemanje/mix
1997
Kent: Isola (Swedish version) - produkcija/snemanje/mix (švedski grammy za album leta, skupino leta)
Mary's Child: Mini Lap ‎(Silvernoise Records) - mix
1996
Baby Chaos: LOVE YOUR SELF ABUSE (East West) - produkcija/snemanje/mix
Joyrider: Be Special ‎(Paradox Records) – sound engineer
The Exploited: Beat the Bastards (Rough Justice Records) -  sound engineer/mix
1995
Kent: Verkligen (švedski grammy album leta, pop/rock skupina leta)
Joyrider: Joyrider ‎(Paradox Records) – sound engineer
Fear Factory: Demanufacture (Roadrunner Records) – sound engineer
1994
Kent /Kent – mix/sound engineer (švedski grammy za pop/rock skupino leta)
Baby Chaos: SAFE SEX, DESIGNER DRUGS AND THE DEATH OF ROCK’N’ROLL (Atlantic)
Whipped Cream: HorseMountain (Snap Records) – sound engineer
Brutal Truth: Need To Control (Earache, Earache, Earache)
- https://www.facebook.com/zmagosmon?fref=ts]